# Tellina strigosa
Tellina strigosa is een tweekleppigensoort uit de familie van de Tellinidae. De wetenschappelijke naam van de soort is voor het eerst geldig gepubliceerd in 1791 door Gmelin.